# Bea Pintens
Bea Pintens, née le 30 août 1972 à Reet, est une patineuse de vitesse sur piste courte belge.

## Biographie
Elle participe aux Jeux olympiques de 1988, 1992 et 1994.
Elle est porte-drapeau de la Belgique aux Jeux olympiques d'hiver de 1994. 

## Famille
Elle est la sœur de la patineuse de vitesse sur piste courte Sofie Pintens.